# Stamnared
Stamnared är en småort och kyrkbyn i Stamnareds socken i Varbergs kommun i Halland. Byn ligger vid vägen Lindberg–Grimmared, cirka 15 kilometer nordost om Varberg.
Stamnareds kyrka ligger mitt i byn.